# Luis Zulueta y Escolano
Pour les articles homonymes, voir Zulueta.
Luis Zulueta y Escolano, né à Barcelone le 8 avril 1878 et mort à New York le 2 août 1964, est un écrivain, universitaire et homme politique espagnol.

## Biographie
Après avoir fait ses études à Barcelone, Berlin et Paris, il obtient un doctorat en philosophie à l'université de Madrid en 1910, et enseigne quelque temps l'histoire de la pédagogie à l'Escuela Superior del Magisterio (sorte d'école normale) ; il abandonne cependant très vite sa carrière de professeur pour se consacrer à la politique, étant élu la même année député aux Cortes, représentant Barcelone. Il siège au sein du Parti républicain réformiste.
Il est réélu par la circonscription de Madrid en 1919, celle de Pontevedra en 1923, celle de Badajoz en 1931, est nommé ministre d'État dans le gouvernement présidé par Manuel Azaña, du 16 décembre 1931 au 12 juin 1933.
De 1933 à 1934, il est ambassadeur à Berlin, puis auprès du Saint-Siège ; mais, après la reconnaissance du gouvernement franquiste par le Vatican, il préfère s'exiler en Colombie, puis aux États-Unis, où il meurt en 1964.

## Œuvres
- El alma de la escuela (1910)
- El maestro (1924)
- El ideal de la educación (1922)
- La democracia educadora (1930)
- La nueva edad heroica (1942)
- El rapto de América (1952)